# Illarion Michajlovič Prjanišnikov

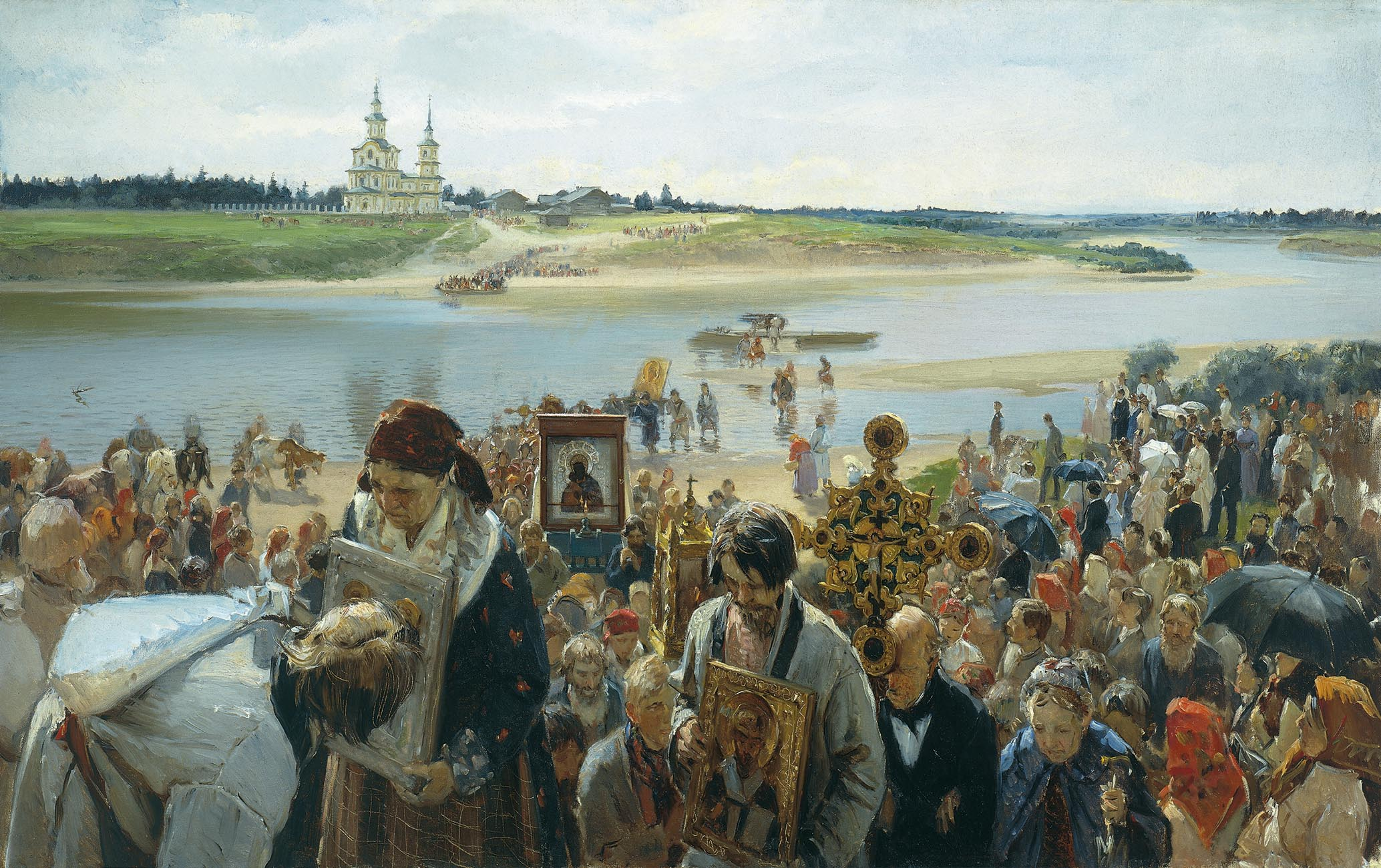
Processione sull'Oster del 1893, dipinto esposto al Museo Russo

Illarion Michajlovič Prjanišnikov (Timašovo, 1º aprile 1840 – Mosca, 24 marzo 1894) è stato un pittore russo e uno dei fondatori del movimento artistico dei Peredvižniki.

## Biografia
Illarion Michajlovič Prjanišnikov nacque a Timašovo (oggi appartenente all'Oblast' di Kaluga) da una famiglia di mercanti. Dal 1856 al 1866 studiò alla scuola di Mosca di pittura, scultura e architettura nelle classi di Evgraf Sorokin e Sergej Zarjanko.
Il suo quadro Burloni. Gostinij Dvor a Mosca, dipinto durante l'ultimo anno scolastico, gli portò immediatamente una larga fama. In questa piccola tela egli trova una soluzione originale per il tema dell'umiliazione della dignità umana, l'insensibilità e la crudeltà del mondo, dove tutto può essere comprato e venduto. Vengono rappresentati dei mercanti ubriachi che con scherno costringono un anziano ufficiale a danzare al suono della concertina, l'artista volle così mostrare una serie di deformità morali e il compiacimento della decadenza. Il dipinto causò l'indignazione di alcuni aderenti all'arte ufficiale dell'accademia a cui sembrava che il giovane pittore volesse distruggere la destinazione "elevata" dell'arte ovvero l'espressione della forma ideale delle verità eterne.
Nel 1870 ricevette il titolo di "pittore di primo grado". Dal 1873 fino alla sua morte fu insegnante alla scuola di Mosca di pittura, scultura e architettura, e tra i suoi allievi ci furono: Konstantin Korovin, Vitold Bjalynickij-Birulja e Michail Nesterov.

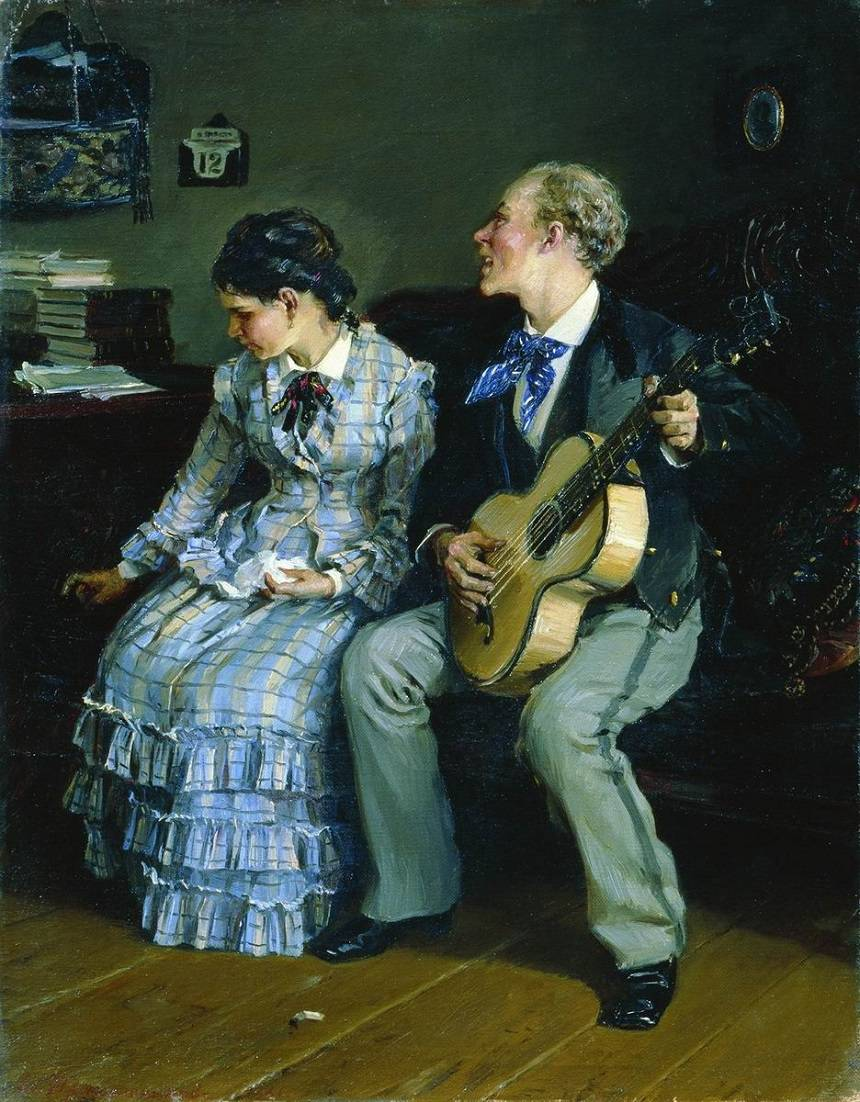
Quadro del 1881

Dalla nascita del movimento dei Peredvižniki, egli ne fu membro e dopo la seconda mostra fu uno ne fu uno dei direttori. Prjanišnikov visse quasi tutta la sua vita a Mosca, visitando spesso il nord della Russia dove disegnava. Prese parte alla decorazione della cattedrale del Cristo Salvatore.
Prjanišnikov morì a Mosca dove gli fu intitolata una via.